# Simunul
Simunul is een gemeente in de Filipijnse provincie Tawi-Tawi. Bij de laatste census in 2007 had de gemeente ruim 38 duizend inwoners.

## Geografie

### Bestuurlijke indeling
Simunul is onderverdeeld in de volgende 15 barangays:
| - Bagid - Bakong - Doh-Tong - Luuk Datan - Manuk Mangkaw - Maruwa - Mongkay - Pagasinan | - Panglima Mastul - Sukah-Bulan - Tampakan - Timundon - Tonggosong - Tubig Indangan - Ubol |

## Demografie
Simunul had bij de census van 2007 een inwoneraantal van 38.239 mensen. Dit zijn 6.277 mensen (19,6%) meer dan bij de vorige census van 2000. De gemiddelde jaarlijkse groei komt daarmee uit op 2,50%, hetgeen hoger is dan het landelijk jaarlijks gemiddelde over deze periode (2,04%). Vergeleken met de census van 1995 is het aantal mensen met 8.985 (30,7%) toegenomen.

De bevolkingsdichtheid van Simunul was ten tijde van de laatste census, met 38.239 inwoners op 167,25 km², 174,9 mensen per km².